# Badische X d (alt)
| Xd VIIa (ab 1868) DR Baureihe 5385         | Xd VIIa (ab 1868) DR Baureihe 5385                 | Xd VIIa (ab 1868) DR Baureihe 5385                 | Xd VIIa (ab 1868) DR Baureihe 5385                 |
| ------------------------------------------ | -------------------------------------------------- | -------------------------------------------------- | -------------------------------------------------- |
| Werksfoto einer X d der ersten Lieferserie |                                                    |                                                    |                                                    |
| Lieferung:                                 | Xd1 – Xd3                                          | VIIa4 – VIIa15                                     | VIIa16 – VIIa17                                    |
| Nummerierung:                              | 162 – 173, 200 – 207                               | 208 … 477                                          | 488 – 511                                          |
| Anzahl:                                    | 20                                                 | 127                                                | 24                                                 |
| Hersteller:                                | MBG Karlsruhe                                      | MBG Karlsruhe                                      | MBG Karlsruhe                                      |
| Baujahr(e):                                | 1866–1867                                          | 1868–1889                                          | 1890+1891                                          |
| Ausmusterung:                              | bis 1930                                           | bis 1930                                           | bis 1930                                           |
| Achsformel:                                | C n2                                               | C n2                                               | C n2                                               |
| Gattung:                                   | G 33.13                                            | G 33.13                                            | G 33.13                                            |
| Spurweite:                                 | 1.435 mm                                           | 1.435 mm                                           | 1.435 mm                                           |
| Länge über Puffer:                         | 14.645 mm                                          | 14.645 mm                                          | 14.766 mm                                          |
| Höhe:                                      | 4.500 mm                                           | 4.500 mm                                           | 4.150 mm                                           |
| Fester Radstand:                           | 3.450 mm                                           | 3.450 mm                                           | 3.450 mm                                           |
| Gesamtradstand:                            | 3.450 mm                                           | 3.450 mm                                           | 3.450 mm                                           |
| Leermasse:                                 | 31,10 t                                            | 33,75 t                                            | 35,55 t                                            |
| Dienstmasse:                               | 35,35 t                                            | 38,30 t                                            | 40,20 t                                            |
| Reibungsmasse:                             | 35,35 t                                            | 38,30 t                                            | 40,20 t                                            |
| Radsatzfahrmasse:                          | 11,80 t                                            | 12,80 t                                            | 13,40 t                                            |
| Höchstgeschwindigkeit:                     | 45 km/h                                            | 45 km/h                                            | 45 km/h                                            |
| Kuppelraddurchmesser:                      | 1.220 mm                                           | 1.250 mm (ab 1874 VIIa9)                           | 1.262 mm                                           |
| Steuerungsart:                             | Stephenson                                         | Stephenson                                         | Stephenson                                         |
| Zylinderanzahl:                            | 2                                                  | 2                                                  | 2                                                  |
| Zylinderdurchmesser:                       | 457 mm                                             | 457 mm                                             | 457 mm                                             |
| Kolbenhub:                                 | 635 mm                                             | 635 mm                                             | 635 mm                                             |
| Kesselüberdruck:                           | 9,0 bar                                            | 9,0 bar                                            | 10,0 bar                                           |
| Anzahl der Heizrohre:                      | 203                                                | 201                                                | 183                                                |
| Heizrohrlänge:                             | 4.350 mm                                           | 4.343 mm                                           | 4.400 mm                                           |
| Rostfläche:                                | 1,26 m²                                            | 1,33 m²                                            | 1,47 m²                                            |
| Strahlungsheizfläche:                      | 7,00 m²                                            | 7,18 m²                                            | 7,50 m²                                            |
| Rohrheizfläche:                            | 116,52 m²                                          | 115,16 m²                                          | 116,36 m²                                          |
| Verdampfungsheizfläche:                    | 123,52 m²                                          | 122,34 m²                                          | 123,86 m²                                          |
| Tender:                                    | 2 T 8                                              | 2 T 8                                              | 2 T 8                                              |
| Wasser:                                    | 8 m³                                               | 8 m³                                               | 8 m³                                               |
| Brennstoff:                                | 4 t Kohle                                          | 4 t Kohle                                          | 4 t Kohle                                          |
| Bremse:                                    | Schraubenbremse auf dem Tender und Wurfhebelbremse | Schraubenbremse auf dem Tender und Wurfhebelbremse | Schraubenbremse auf dem Tender und Wurfhebelbremse |

Die Fahrzeuge der Gattungen X d, ab 1868 Gattung VII a der Großherzoglich Badischen Staatseisenbahn waren dreifach gekuppelte Güterzug-Dampflokomotiven. Die Deutsche Reichsbahn übernahm die noch vorhandenen Maschinen als Baureihe 5385 in ihren Bestand.
Zwischen 1866 und 1891 lieferte die Maschinenbau-Gesellschaft Karlsruhe in 17 Lieferserien insgesamt 171 Fahrzeuge. In der Lieferzeit wurden die Maschinen ständig weiterentwickelt. Da die Grundkonstruktion sehr gelungen war, konnte man mit kleineren Anpassungen der einzelnen Lieferserien den ständig steigenden Anforderungen des Betriebes gerecht werden.
Eine Maschine des ersten Lieferloses war auf der Weltausstellung Paris 1867 zu sehen.

## Konstruktive Merkmale
Die Konstruktion beruhte auf den Lokomotiven der Gattung X c. Jedoch benutzte man kleinere Räder und konnte damit den Kessel größer konstruieren, um trotzdem das Gewichtslimit auszuschöpfen. Die ersten drei Serien hatten noch einen Crampton-Kessel mit einem großen Dampfdom über den Stehkessel. Die Serien 4 bis 17 waren dagegen mit einem Belpaire-Kessel ausgestattet. Dieser wurde im Laufe der Entwicklung ständig weiter verbessert. So wurde die Anordnung der Ausströmrohre sowie die Aufbauten auf den Kessel variiert. Bis zum Ende der Lieferzeit konnte der Kesseldruck auf 10 bar gesteigert werden. Später eingebaute Ersatzkessel waren bis 12 bar belastbar. Lag die Höhe der Kesselmitte bei den ersten Baureihe 1.750 mm über der Schienenoberkante, erhöhte man sie ab dem Baujahr 1890 auf 1.891 mm. Betrug die Rostfläche anfänglich nur 1,26 m² konnte im Laufe der Entwicklung diese um rund 17 % vergrößert werden.
Die Maschinen besaßen einen Blechrahmen aus durchlaufenden Blechen von 24 bis 36 mm Dicke sowie eisernen Pufferbohlen. Alle Lokomotiven besaßen eine innenliegende Stephenson-Steuerung. Die Nassdampf-Zylinder arbeiteten auf die mittlere Kuppelachse. Die Treib- und Kuppelstangen waren aus Tiegelgußstahl gefertigt. Die beiden vorderen Radsätze waren mit obenliegenden Blattfedern abgestützt. Die Federung der hinteren Achse erfolgte bis zur 9. Lieferserie durch gegeneinanderliegende elliptische Zwillingsfedern. Ab dann verzichtete man auf diese Bauweise und verband die beiden vorderen Achsen mittels eines Ausgleichshebels. Damit wurden die Lokomotiven nur noch auf vier Punkten statt auf sechs abgestützt. Die Maschinen der ersten Lieferserien verfügten über ein relativ einfach gehaltenes Führerhaus. Im Laufe der Zeit wurde dieses jedoch verbessert. Die am Anfang der Lieferung noch vorhandenen Verzierungen und Verkleidungen wurden in späteren Baujahren weggelassen. Die Fahrzeuge wurden mit Schlepptendern der Bauarten 2 T 8, 2 T 12 oder 3 T 13,5 ausgestattet.

## Einsatz
Die Lokomotiven der Gattungen VII a bewältigten bis zur Einführung der Gattung VII d den gesamten Güterverkehr der Badischen Staatsbahn. Später setzte man sie vor allem im Rangierverkehr ein. Hier erhielten einige Lokomotiven Tender mit Rückwärtsführerhäusern. Die mit einem Ersatzkessel ausgestatteten Lokomotiven konnten einen 875 t schweren Güterzug in der Ebene mit 45 km/h und einen 230 t schweren Güterzug in einer 20 ‰-Steigung mit 20 km/h ziehen.
1914 waren noch 141 Lokomotiven im Betriebsdienst zu finden. Fünf Lokomotiven mussten 1919 als Reparationsleistung abgegeben werden. 1925 übernahm die Deutsche Reichsbahn als Baureihe 53.85 noch 44 Lokomotiven der Gattung VII a. Unter ersteren befanden sich noch drei Lokomotiven aus dem Jahr 1866, die zu diesem Zeitpunkt bereits 59 Jahre alt und damit die ältesten Lokomotiven im Bestand der Reichsbahn waren.
| Lieferserie | Baujahr | DR-Nummer         |
| ----------- | ------- | ----------------- |
| Xd1/VIIa1   | 1866    | 53 8501 – 53 8503 |
| VIIa5       | 1870/71 | 53 8508 – 53 8510 |
| VIIa7       | 1872    | 53 8511 – 53 8512 |
| VIIa8       | 1873    | 53 8514 – 53 8523 |
| VIIa9       | 1874    | 53 8525 – 53 8528 |
| VIIa10      | 1879    | 53 8534           |
| VIIa11      | 1880    | 53 8539 – 53 8542 |
| VIIa13      | 1883/84 | 53 8550 – 53 8552 |
| VIIa14      | 1884/85 | 53 8556 – 53 8560 |
| VIIa15      | 1889    | 53 8561 – 53 8565 |
| VIIa17      | 1866    | 53 8580 – 53 8586 |

Die Ausmusterung erfolgte bis Ende der 1920er Jahre. Eingesetzt waren sie zum Schluss im Mannheimer Rangierbahnhof und im Hafen.